# Palmarés nacional das associações de futebol em Portugal
Esta é uma lista de títulos e troféus nacionais de Associações de Futebol em Portugal. Esta lista inclui as Associações de Futebol com clubes filiados vencedores das competições séniores de 1.ª categoria organizadas pela Federação Portuguesa de Futebol e pela Liga Portuguesa de Futebol Profissional, designadamente a Primeira Liga, a Taça de Portugal, a Taça da Liga, a Supertaça Cândido de Oliveira e os já extintos Campeonato de Portugal, Taça Ribeiro dos Reis, Taça Federação Portuguesa de Futebol e Taça Império.

## História
Criado na época 1921–22, o Campeonato de Portugal, enquanto primeira competição oficial de futebol de carácter nacional, teve os clubes filiados na Associação de Futebol de Lisboa como dominadores da prova, tendo conquistado 11 dos 17 troféus disputados, com Sporting, Benfica, Belenenses e Carcavelinhos como clubes vencedores.
O Campeonato Nacional foi criado em 1934–35 e a Associação de Futebol de Lisboa, representada por Benfica, Sporting e Belenenses, é a mais titulada, com 56 títulos conquistados.
Em 1938–39 foi criada a Taça de Portugal, substituindo o extinto Campeonato de Portugal e usando o mesmo troféu bem como o mesmo sistema de eliminatórias, e a Associação de Futebol de Lisboa é a que mais sucesso teve naquela que é apelidada de prova rainha do futebol português, com um total de 47 troféus conquistados por Benfica, Sporting, Belenenses e Estrela da Amadora.
A Taça Império, cuja única edição decorreu no término da época 1943–44, teve o Sporting filiado na Associação de Futebol de Lisboa como vencedor. A Taça Ribeiro dos Reis, cujas 10 edições foram disputadas de 1961–62 a 1970–71, teve a Associação de Futebol de Setúbal como a mais vitoriosa, com 5 troféus conquistados por Vitória de Setúbal, Seixal e Barreirense. A Taça Federação Portuguesa de Futebol na sua edição única de 1976–77 teve como vencedor o SC Braga da Associação de Futebol de Braga.
A Supertaça Cândido de Oliveira tem a Associação de Futebol do Porto como a mais vitoriosa, com 25 troféus conquistados por FC Porto e Boavista.
A Taça da Liga, criada em 2007–08 para ser disputada pelos clubes da Primeira e Segunda Ligas, tem a Associação de Futebol de Lisboa como a Associação com mais sucesso, com 12 troféus conquistados por Benfica e Sporting.

## Palmarés
| Nº | Associação | Clubes                                                                             | Provas Vigentes | Provas Vigentes | Provas Vigentes | Provas Vigentes | Provas Extintas        | Provas Extintas | Provas Extintas | Provas Extintas | Total |
| Nº | Associação | Clubes                                                                             |                 |                 |                 |                 | Campeonato de Portugal |                 |                 |                 | Total |
| -- | ---------- | ---------------------------------------------------------------------------------- | --------------- | --------------- | --------------- | --------------- | ---------------------- | --------------- | --------------- | --------------- | ----- |
| 1º | AF Lisboa  | SL Benfica, Sporting CP, CF Os Belenenses, CF Estrela da Amadora, Carcavelinhos FC | 60              | 48              | 12              | 19              | 11                     | 3               | –               | 1               | 154   |
| 2º | AF Porto   | FC Porto, Boavista FC, Leixões SC, CD Aves                                         | 31              | 27              | 1               | 27              | 4                      | –               | –               | –               | 90    |
| 3º | AF Braga   | SC Braga, Vitória de Guimarães, Moreirense FC                                      | –               | 4               | 4               | 1               | –                      | –               | 1               | –               | 10    |
| 4º | AF Setúbal | Vitória de Setúbal, Seixal FC, FC Barreirense                                      | –               | 3               | 1               | –               | –                      | 5               | –               | –               | 9     |
| 5º | AF Coimbra | Académica de Coimbra                                                               | –               | 2               | –               | –               | –                      | –               | –               | –               | 2     |
| 6º | AF Aveiro  | SC Beira–Mar, SC Espinho                                                           | –               | 1               | –               | –               | –                      | 2               | –               | –               | 3     |
| 7º | AF Algarve | SC Olhanense                                                                       | –               | –               | –               | –               | 1                      | –               | –               | –               | 1     |
| –  | AF Madeira | CS Marítimo                                                                        | –               | –               | –               | –               | 1                      | –               | –               | –               | 1     |